# ألكسندر ألكسندروف (لاعب كرة قدم بلغاري)
ألكسندر ألكسندروف (بالبلغارية: Александър Драгомиров Александров)‏ هو لاعب كرة قدم بلغاري في مركز الدفاع، ولد في 13 أبريل 1986 في شومن في بلغاريا. شارك مع منتخب بلغاريا تحت 21 سنة لكرة القدم ومنتخب بلغاريا لكرة القدم. أما مع النوادي، فقد لعب مع لودوغورتس رازغراد وليفسكي صوفيا ونادي تشيرنو مور فارنا.

## وصلات خارجية
- ألكسندر ألكسندروف على موقع الاتحاد الأوربي (الإنجليزية)
- ألكسندر ألكسندروف على موقع قاعدة بيانات كرة القدم.إي يو (الإنجليزية)
- ألكسندر ألكسندروف على موقع ناشيونال فوتبول تيمز (الإنجليزية)
- ألكسندر ألكسندروف على موقع Soccerway.com (الإنجليزية)
- ألكسندر ألكسندروف على موقع AS.com (الإسبانية)